# Lymantriades varia
Lymantriades varia är en fjärilsart som beskrevs av Walker 1855. Lymantriades varia ingår i släktet Lymantriades och familjen tofsspinnare. Inga underarter finns listade i Catalogue of Life.